# Eifel-Höhen-Route
Die Eifel-Höhen-Route ist ein Radwanderweg, der auf einem 230 Kilometer langen Rundkurs durch die Nordeifel führt. Dabei umrundet er den Nationalpark Eifel mit seinen großen Stauseen, durchquert den Naturpark Hohes Venn-Eifel und stattet den Flüssen Ahr, Urft, Kyll und Rur einen Besuch ab. Der Routenverlauf ist geprägt durch die Naturlandschaften der Eifel, bietet aber auch einige historische Orte wie Monschau und Blankenheim sowie die ehemalige NS-Ordensburg Vogelsang.
Die Route verläuft vorwiegend auf Rad- und Wirtschaftswegen, teilweise aber auch auf kleineren Straßen. Für Rennräder ist die Route nur abschnittsweise geeignet. Von den konditionellen Anforderungen wird sie als „sportlich“ beschrieben. Die Route ist in beide Richtungen einheitlich mit dem Radwege-Logo beschildert.

## Streckenverlauf Blankenheim–Monschau–Heimbach–Blankenheim

### Charakteristik
Der Rundweg bewegt sich in Mittelgebirgslagen zwischen 200 m und 600 m und ist durchweg hügelreich. Dabei bleiben die Anstiege aber größtenteils mit weniger als 5 % moderat. Nach Blankenheim ist allerdings gleich eine Steigung von 5 % auf etwa 1 km Strecke zu bewältigen. Danach geht es hügelig (ein Anstieg bis 7 %) weiter über Ahrhütte im Ahrtal nach Alendorf. Ab dort gibt es dann einen längeren Anstieg mit bis zu 7 % bevor Dahlem erreicht wird. Die nächsten 35 km geht es dann relativ gemütlich zu (nur kurze Anstiege bis maximal 6 %), bevor auf halber Strecke zwischen Hellenthal und Kalterherberg noch mal auf etwa 2 km ein Anstieg mit um die 7 % Steigung überwunden werden muss. Ab Kalterherberg, wo er auch auf die Vennbahn trifft, verläuft die Route zusammen mit dem RurUfer-Radweg bis Heimbach über eine familienfreundliche Strecke. Ein paar Anstiege können vermieden werden, wenn auf diesem Teilabschnitt dem RurUfer-Radweg statt der Eifel-Höhen-Route gefolgt wird. Hinter Heimbach wird die Route dann entlang der nördlichen Grenze des Nationalparks Eifel sportlich. Mehrere Anstiege zwischen 5 % und 8 % sind zu bewältigen, bevor Mechernich erreicht wird. Der letzte Abschnitt des Rundkurses führt mit noch einmal rund 5 % Steigung nach Keldenich, danach hinunter ins Urfttal, fast flach nach Nettersheim und Blankenheim-Wald, bevor nach einem letzten leichten Anstieg wieder Blankenheim erreicht wird.
Durch den Nationalpark Eifel gibt es eine Alternativroute, die von Rurberg über Gemünd und Kall nach Wallenthal führt.
Die Eifel-Höhen-Route ist durchgängig ausgeschildert. Der größte Teil der Strecke ist asphaltiert oder betoniert, der restliche Teil führt über wassergebundene Decken oder naturbelassene Waldwege. Die Routenführung erfolgt fast ausschließlich über Rad- oder Wirtschaftswege. Einige Verbindungsstrecken verlaufen auf Nebenstraßen.
Mit der Bahn ist die Eifel-Höhen-Route über die Bahnstrecke Köln-Trier oder die Bahnstrecke Düren–Heimbach zu erreichen. Der ADFC klassifiziert sie wie folgt:
- Die Oberfläche ist zu ca. 60 % geeignet für Rennrad, ca. 40 % für Tourenrad.
- Die Schwierigkeit wird mit ca. 25 % leicht, ca. 70 % mittel, ca. 5 % schwer angegeben (aus: leicht 0–2 %, mittel 2–6 %, schwer 6–10 %, sportlich >10 %).
- Die Verkehrsbelastung wird „keine bis gering“ (aus: „keine bis gering“, mäßig, hoch) angegeben

### Blankenheim–Hellenthal

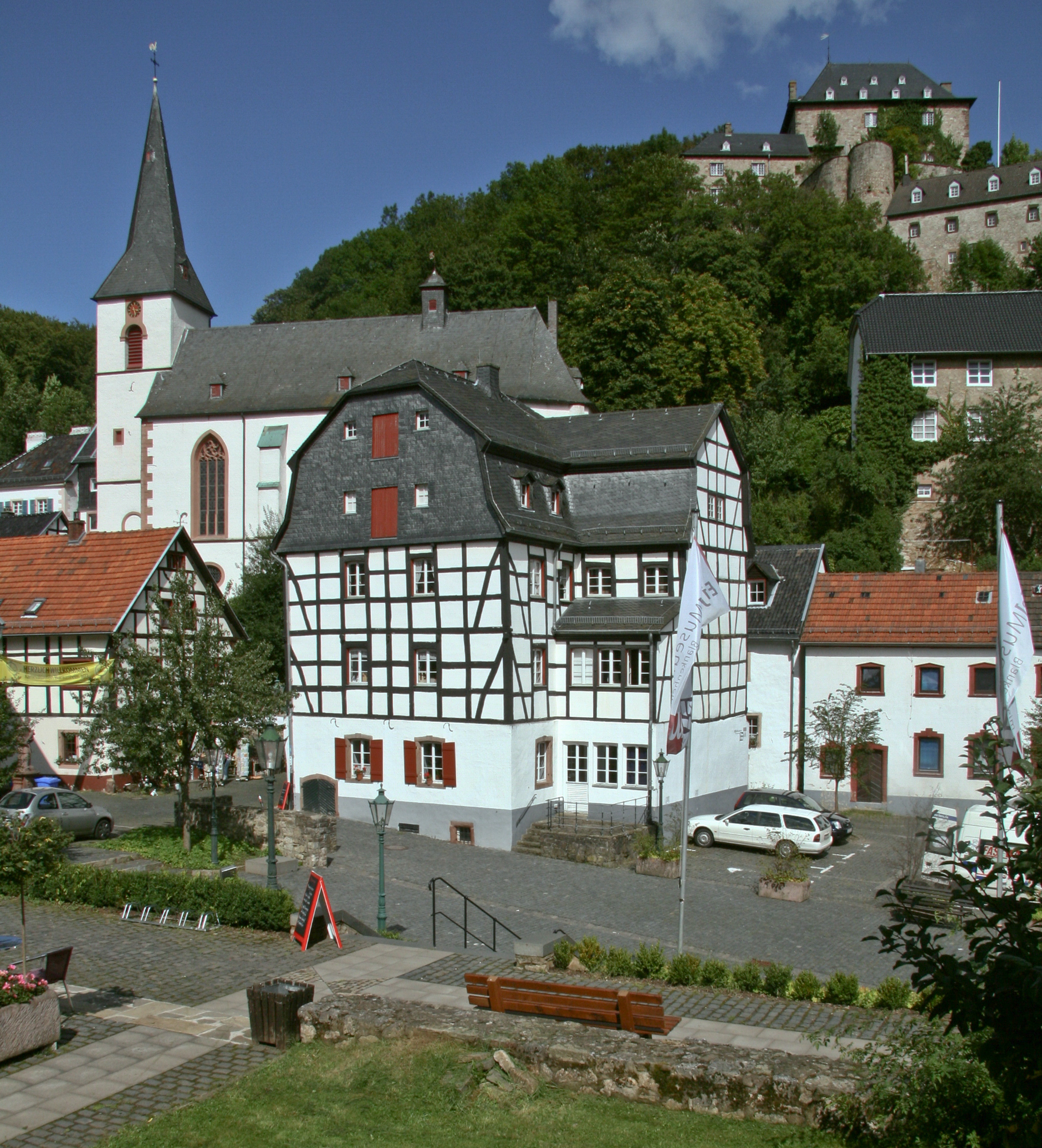
Pfarrkirche und Burg Blankenheim
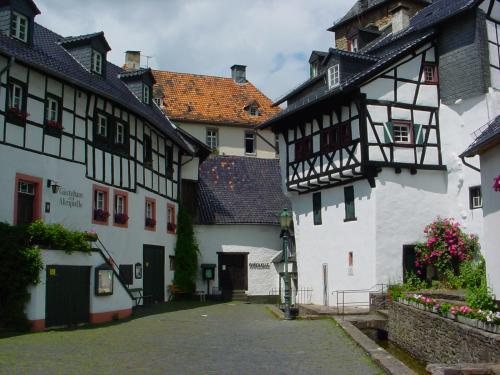
Ahrquelle in Blankenheim
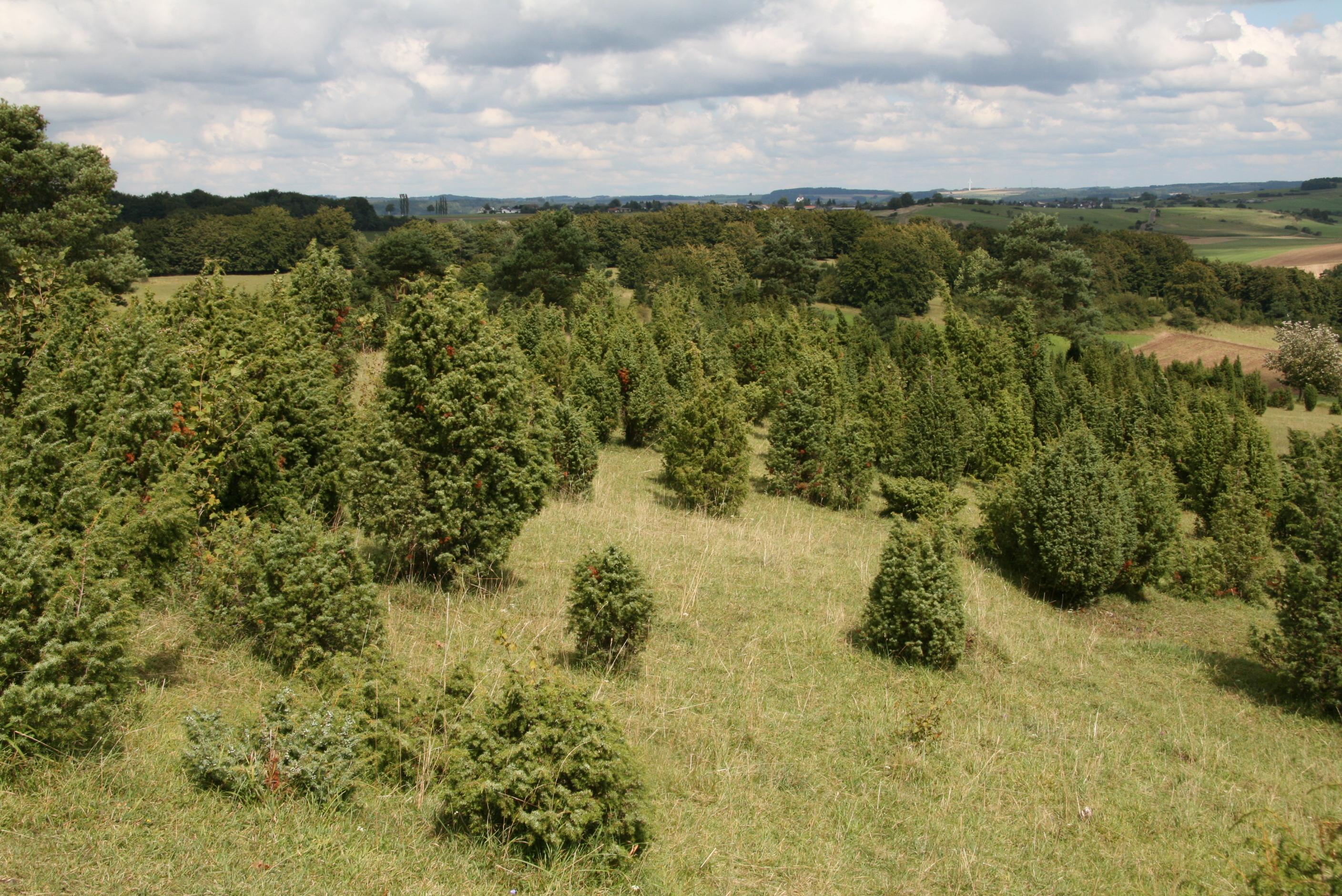
Wacholderheide im Lampertstal
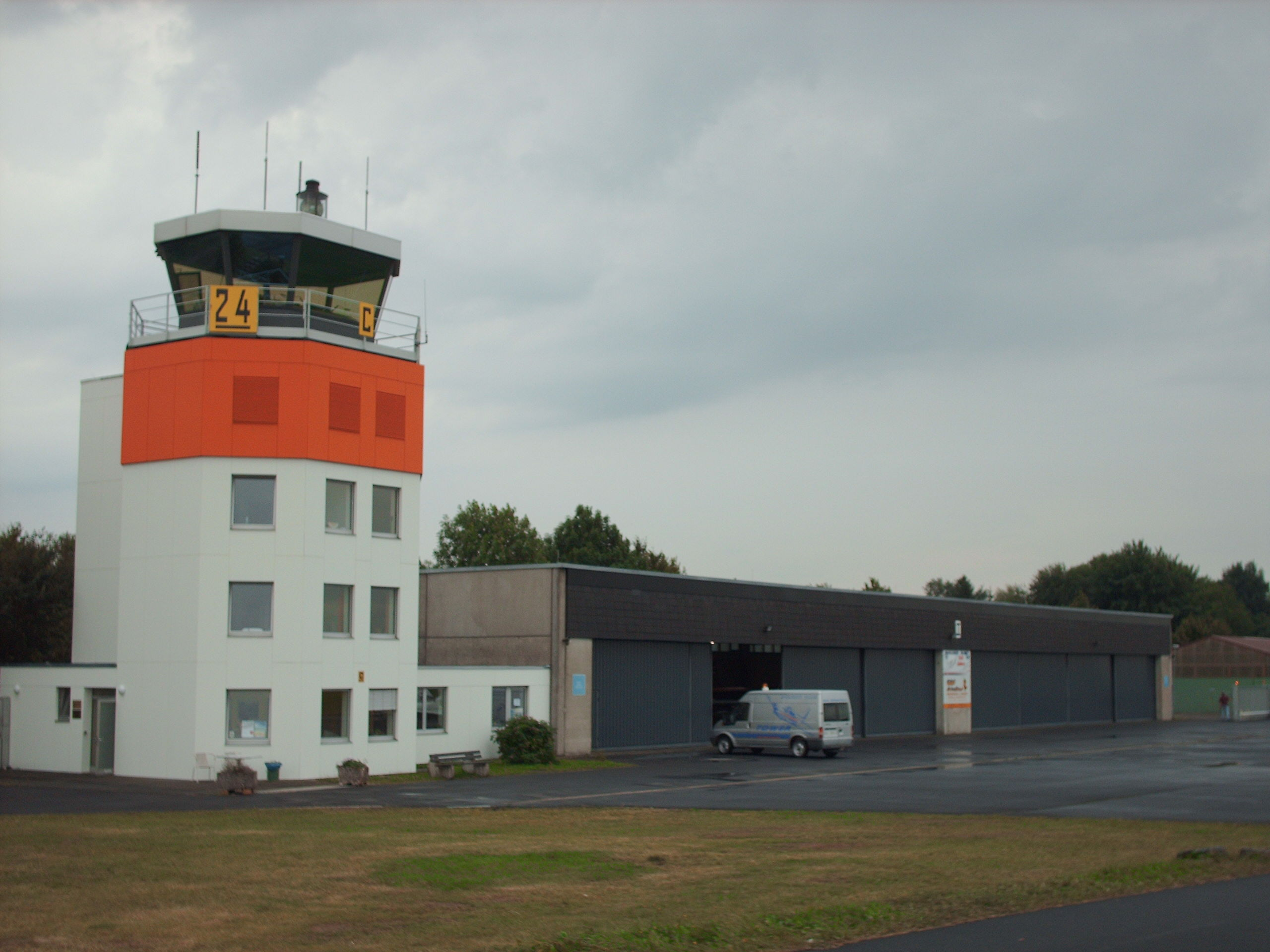
Flugplatz Dahlem Binz
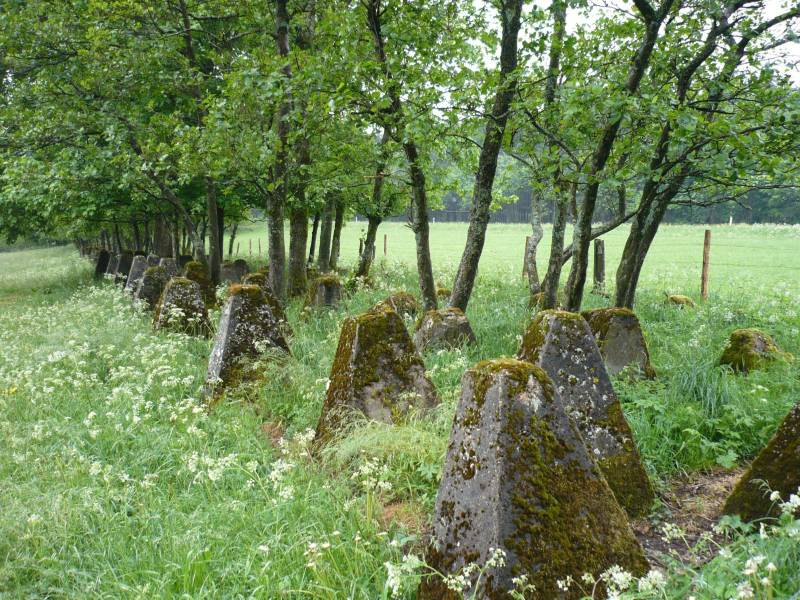
Höckerlinie des Westwalls bei Udenbreth
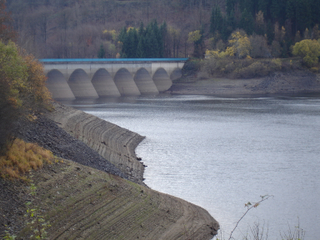
Oleftalsperre, Seeseite bei Niedrigwasser
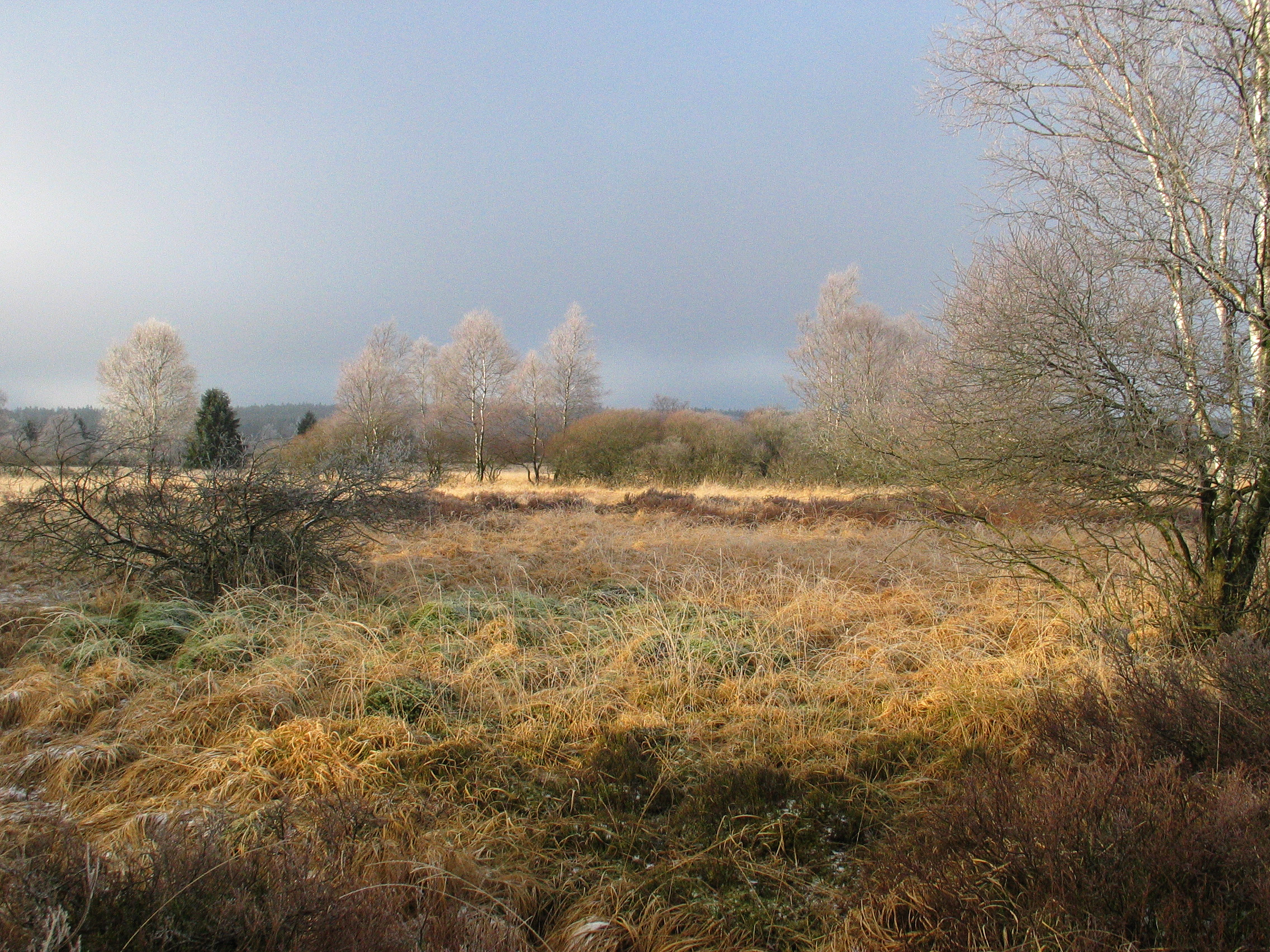
Landschaft im Hohen Venn
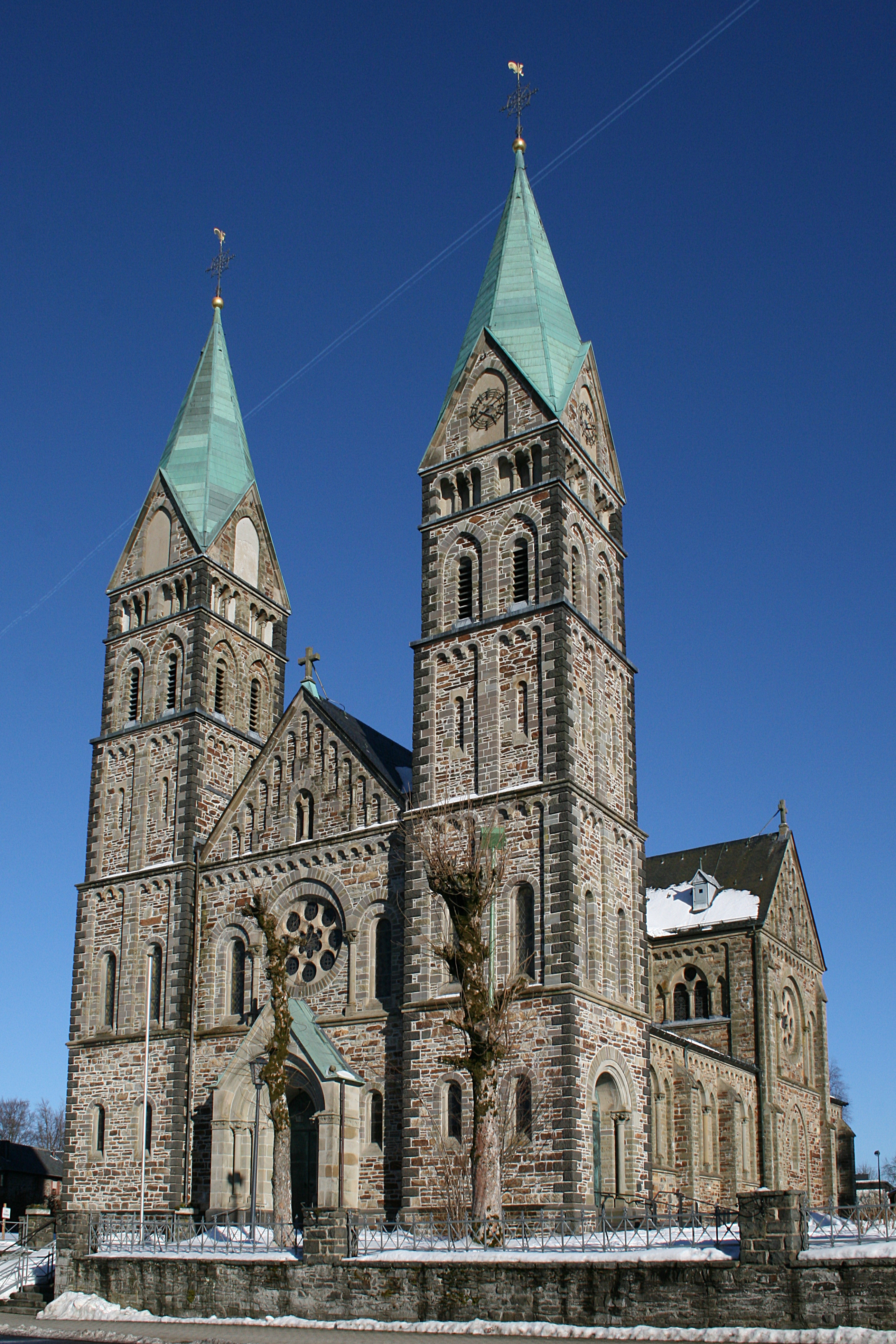
„Eifeldom“ in Kalterherberg
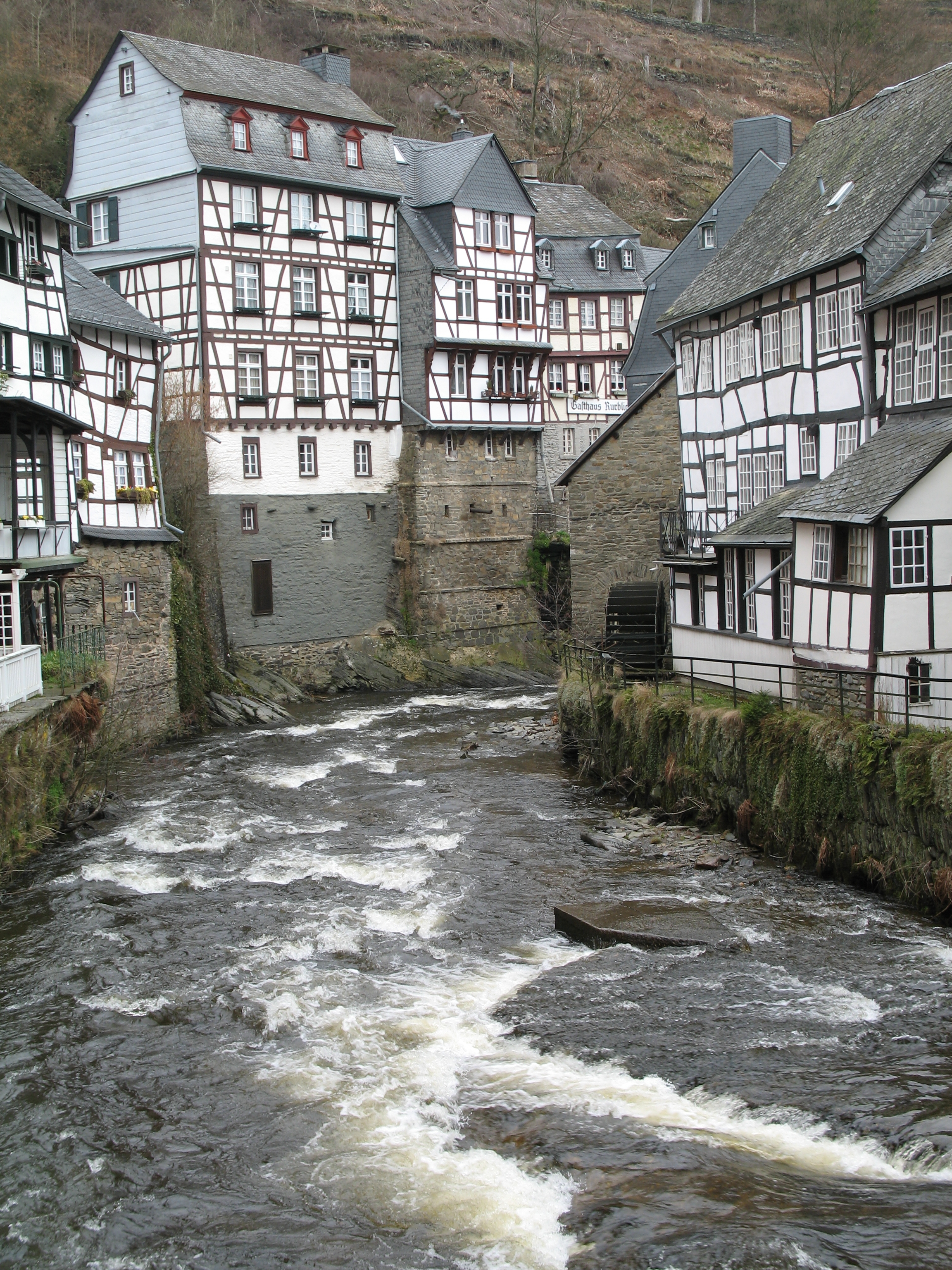
Wildwasser der Rur in Monschau
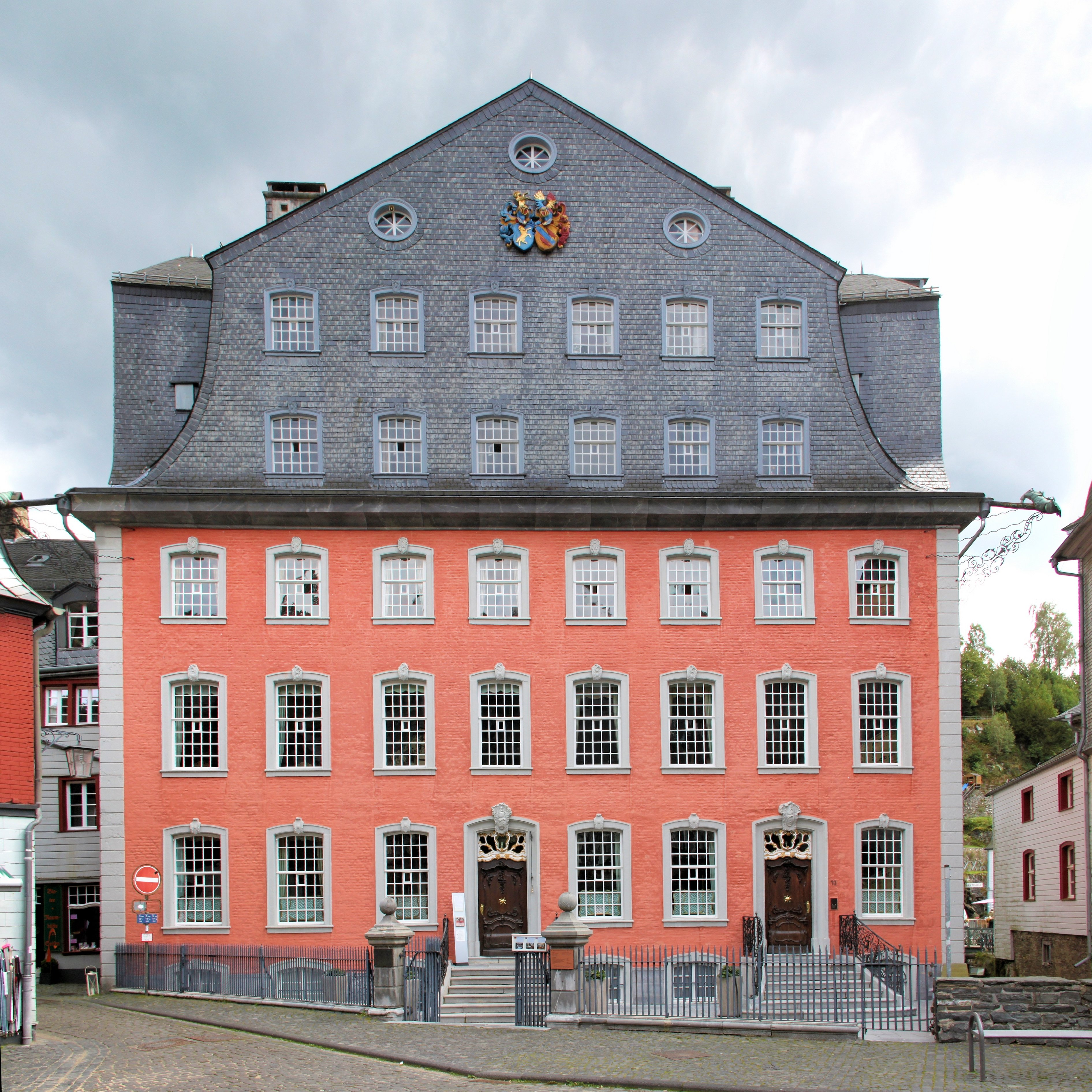
Das „Rote Haus“ in Monschau
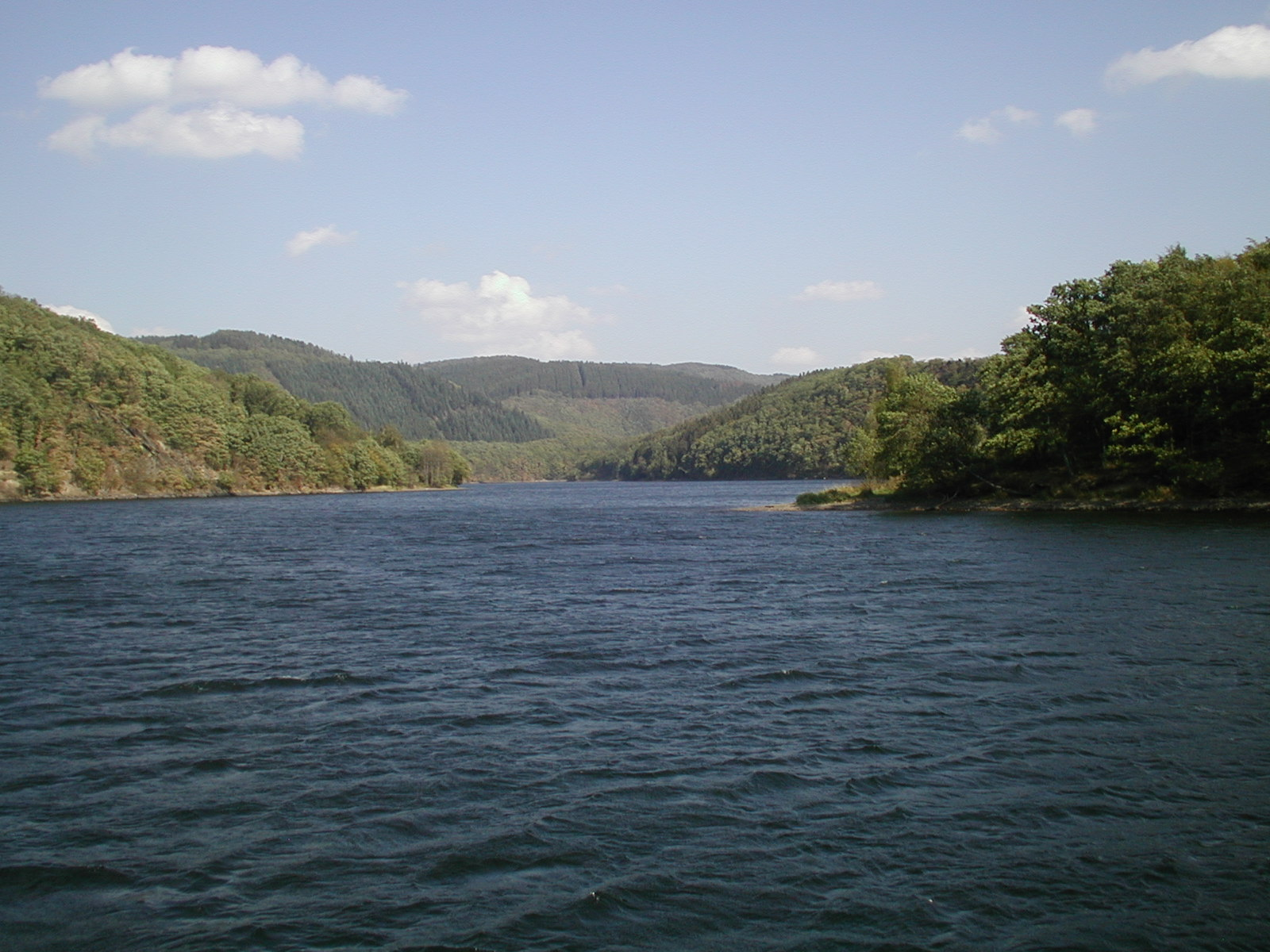
Obersee zwischen Einruhr und Rurberg
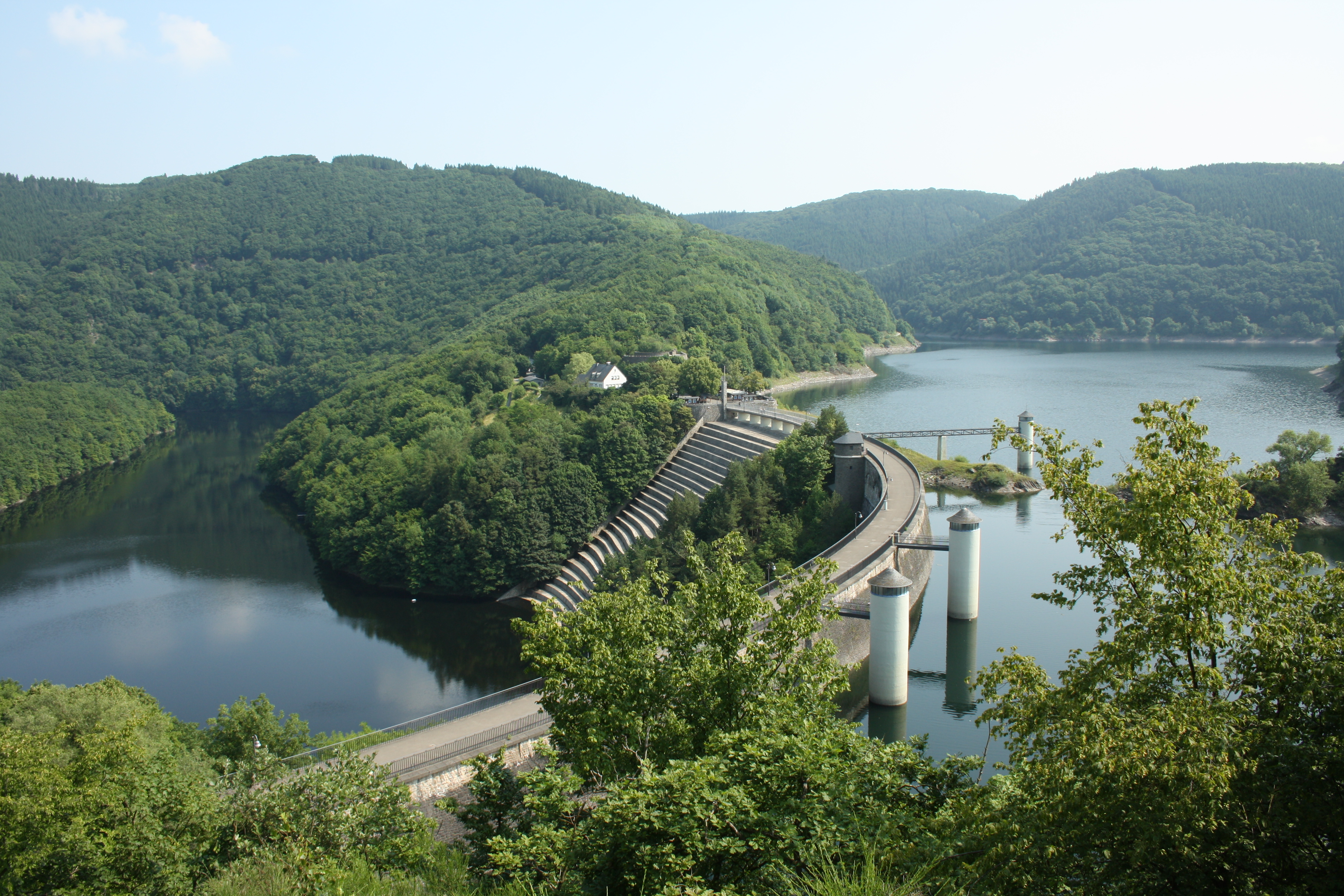
Urfttalsperre bei Schleiden
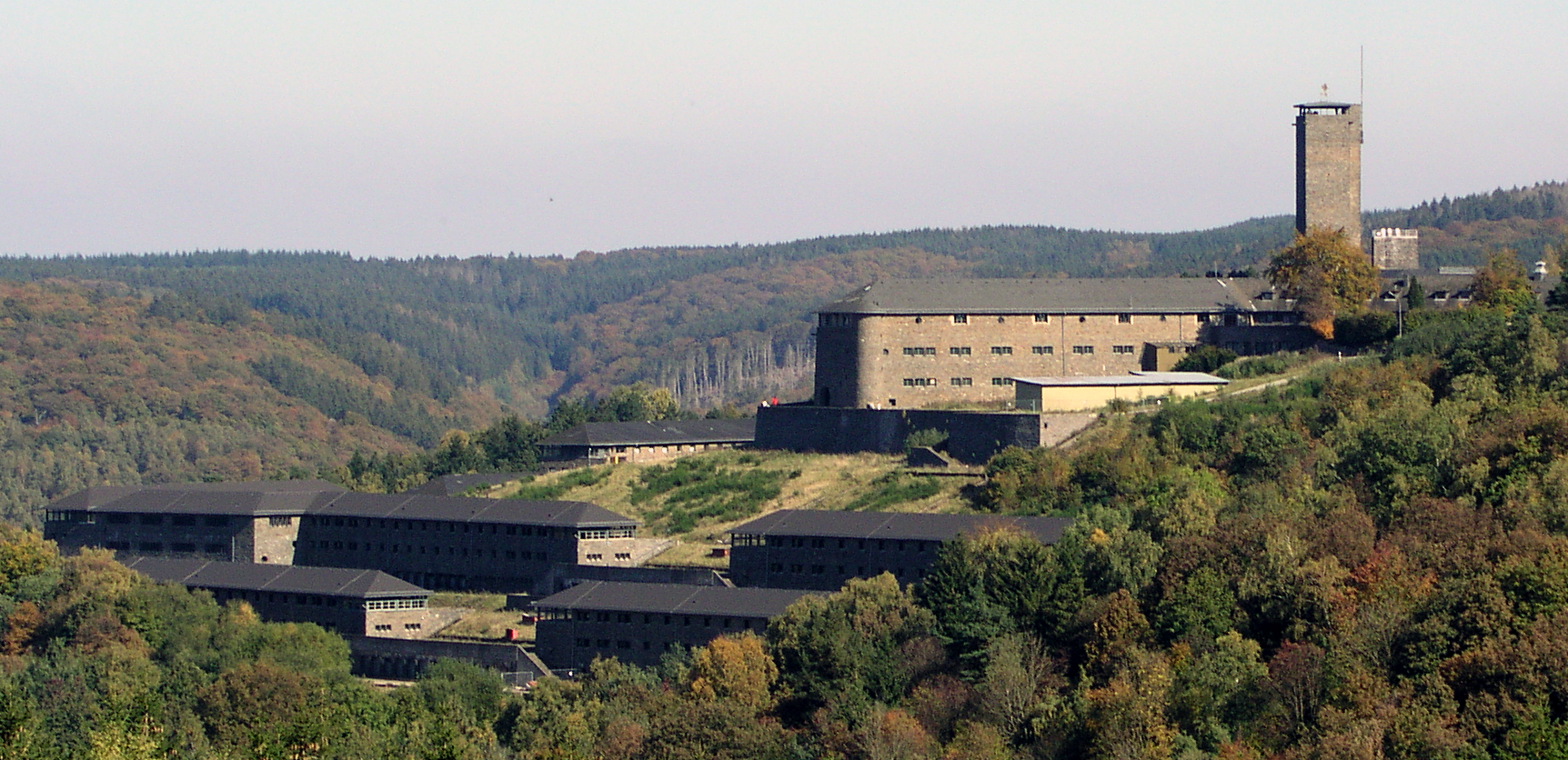
NS-Ordensburg Vogelsang
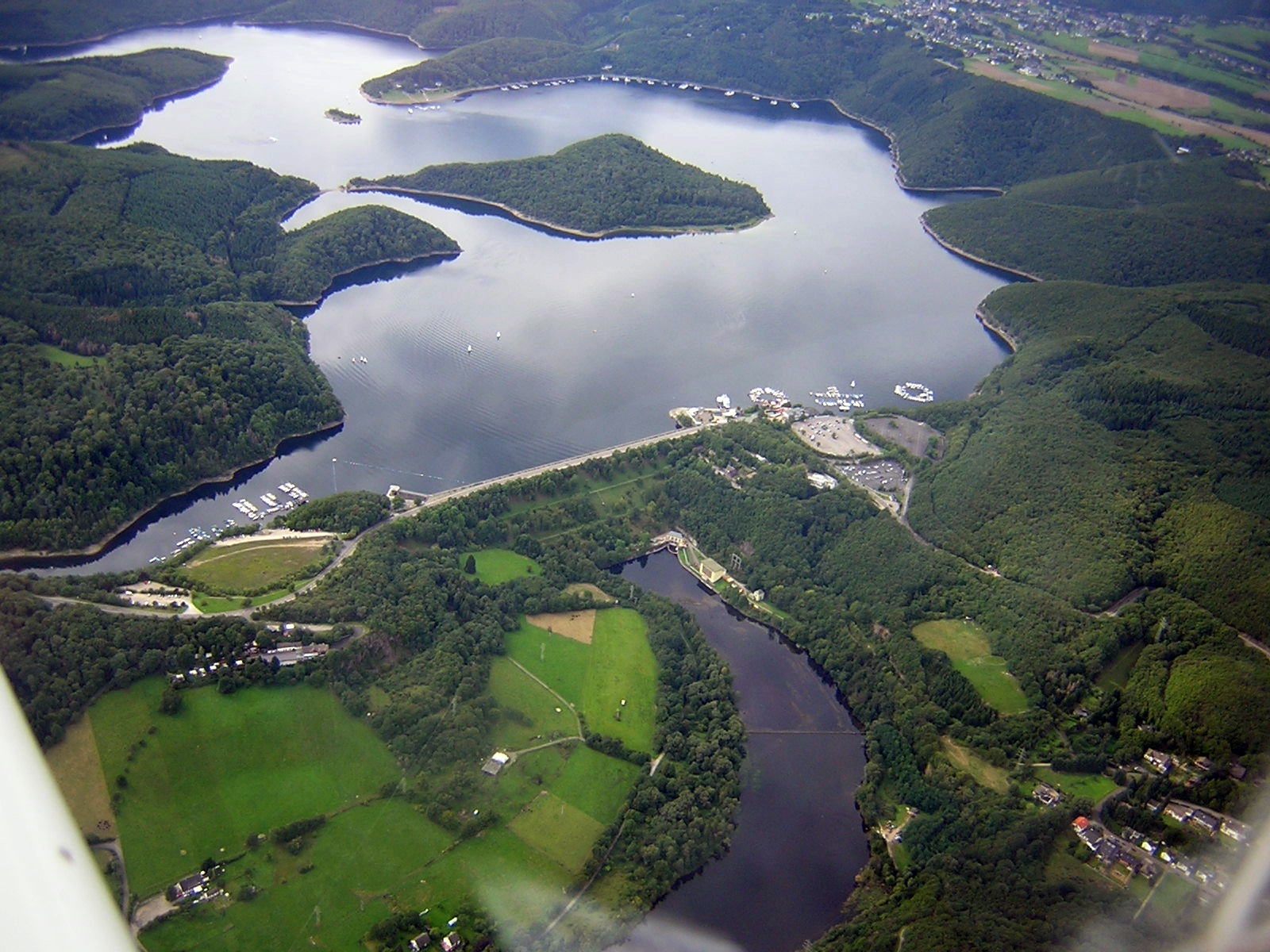
Luftaufnahme der Rurtalsperre Schwammenauel
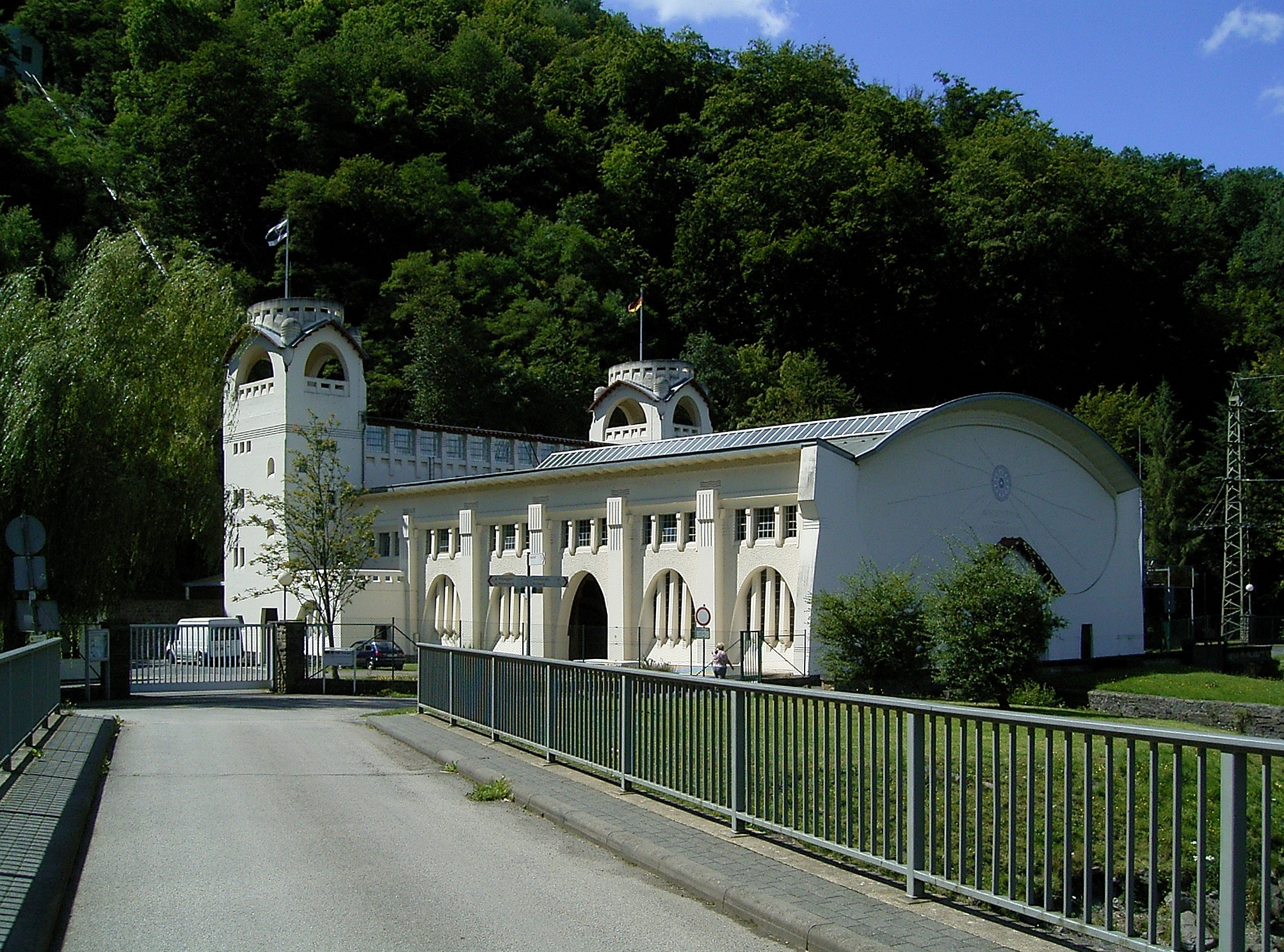
Jugendstil-Kraftwerk Heimbach
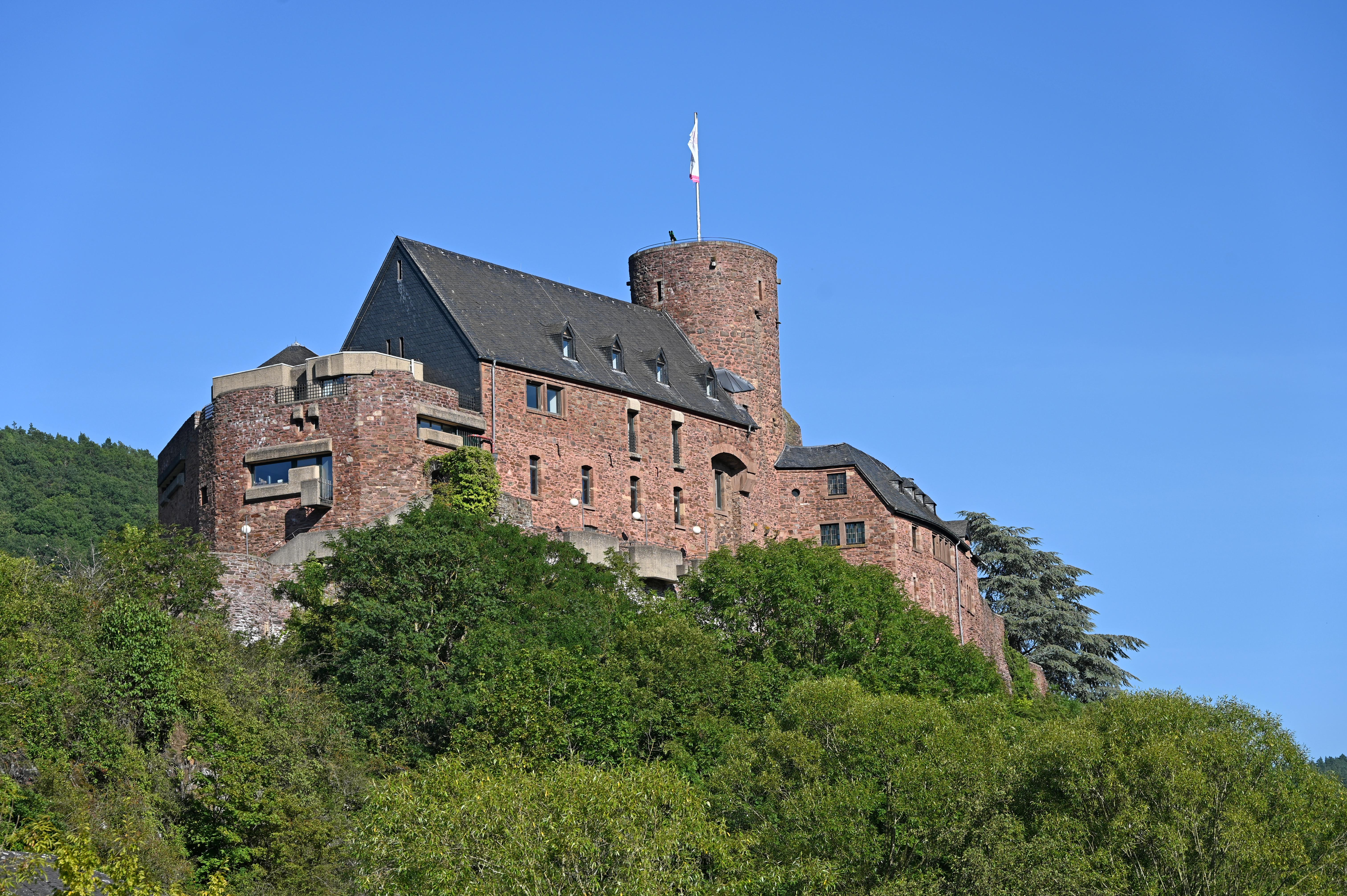
Burg Hengebach in Heimbach
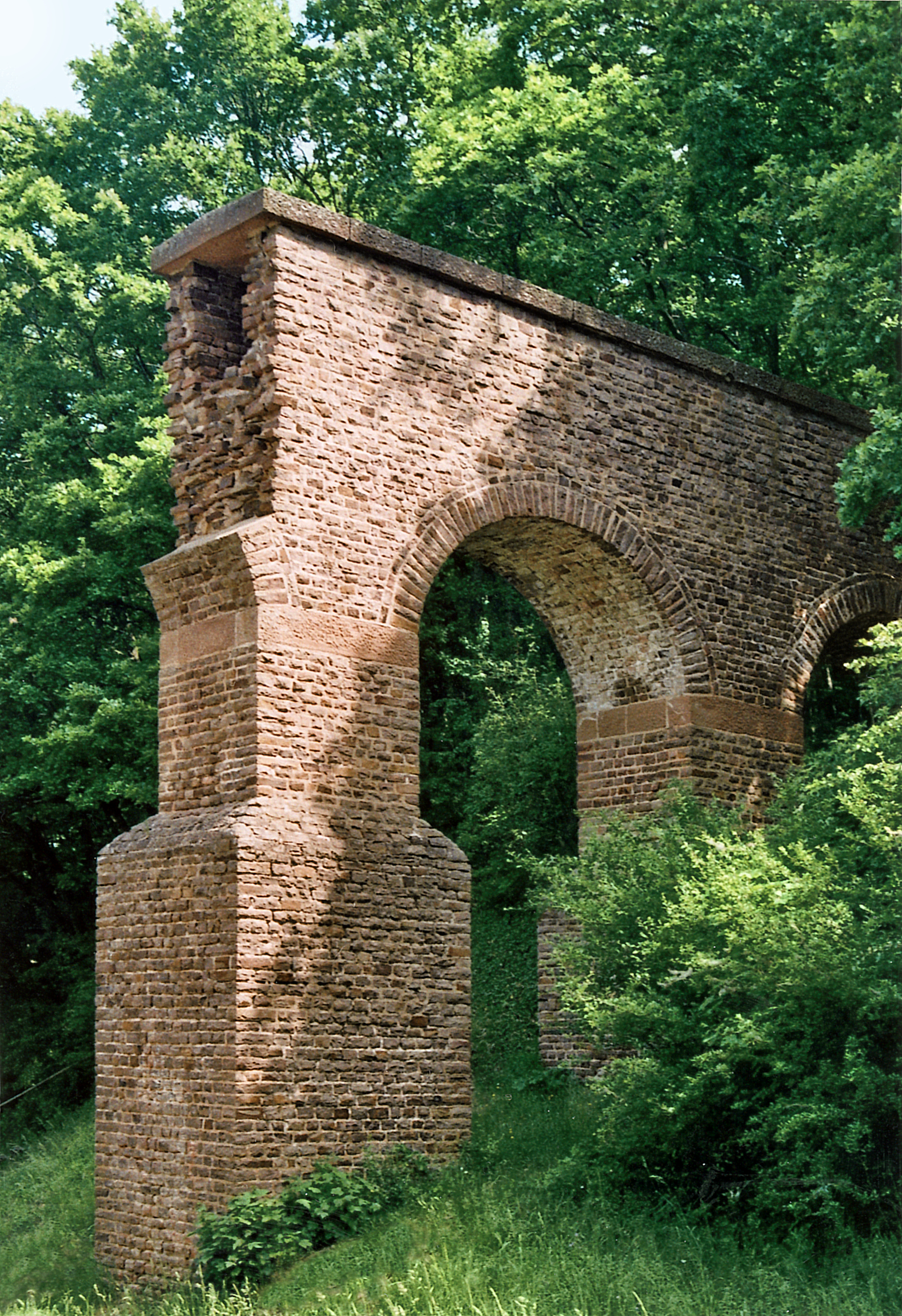
Aquäduktbrücke in Vussem

Der erste Abschnitt ist etwa 68 km lang und hat rund 926 Höhenmeter Anstiege.
In Blankenheim entspringt die Ahr unterhalb eines Fachwerkhauses. Bei einem Rundgang durch das mittelalterliche Städtchen können die 500 Jahre alte spätgotische Pfarrkirche, die Stadttore, die Burg und das Eifelmuseum besucht werden. Von Blankenheim führt der Weg hinauf zur Mühlheimer Heide. Von dort verläuft die Route bergab durch das Dorf Mühlheim bis zur Mühlheimer Mühle. Durch Wälder und Wiesen geht es weiter über eine Anhöhe (ca. 70 Höhenmeter), vorbei am Freilinger See (K41) hinunter nach Freilingen. Weiter auf der ruhiger Kreisstraße 41 führt die Route über einen leichten Anstieg nach Lommersdorf. Abseits dieser Landstraße führt der Weg jetzt hinunter ins Ahrtal und zusammen mit dem Ahr-Radweg, leicht ansteigend, nach Ahrhütte. Hier verlässt die Eifel-Höhenroute das Ahrtal wieder und führt mit etwa 2,8 % Steigung und über rund 75 Höhenmeter hinauf nach Dollendorf mit seiner Burgruine. Über leichtes Gefälle führt der Weg jetzt ins Lampertstal und in ihm entlang des Bachlaufs, durch Wald und Wiesen über eine leichte aber langgezogene Steigung (ca. 100 Höhenmeter auf 5 km) zur Ortschaft Alendorf. Die Route führt hier unmittelbar am Kalvarienberg vorbei. Dieser gehört zum größten Wacholder-Schutzgebiet in Nordrhein-Westfalen. Seit 1953 steht die Flur Kalktriften in der Gemarkung Alendorf unter Schutz. Auf dem kalkigen Untergrund haben sich Pflanzen von großer Seltenheit entwickelt. Die Route führt dann rund 2 km mit stärkerer Steigung (max. 6 %) auf der K 43 nach Ripsdorf. Von hier geht es jetzt hinunter zum Schaafbach und zur Ripsdorfer Mühle. Nach gut 1 km wird hinter der Kläranlage das Tal des Schaafbachs verlassen und ein etwa 5 km langer Anstieg führt mit zum Schluss bis zu 7 % Steigung über die Ortschaft Waldorf auf den Hahneberg. Jetzt geht es nur noch abwärts durch Wiesen und Felder nach Dahlem, womit die ersten 40 km des Rundkurses absolviert sind. In Dahlem führt die Route am Bahnhof vorbei. Dieser liegt an der Eifelstrecke, die Köln und Trier verbindet. Der Weg aus Dahlem führt über die Ursprungstraße, wobei wieder einmal Anstiege zu bewältigen sind. Erst auf etwa 3 km rund 3 % Steigung und dann noch einmal etwas flacher mit 2,5 % auf etwa 4 km Strecke. Dabei führt der Weg vorbei an der ehemaligen Trappistinnenabtei Maria Frieden, der einzigen Abtei der schweigenden Nonnen in Deutschland (seit 2022 in Steinfeld), an der Kartbahn Dahlemer Binz und dem Flugplatz Dahlemer Binz. Nun führt die Route nun über Landesstraße 110 bis nach Udenbreth. Unterwegs wird der Rundfunksender Bärbelkreuz bei der Ortschaft Neuhaus passiert. Nach Udenbreth führt der Weg jetzt über Wirtschaftswege rund 250 Höhenmeter abwärts durch das Prethtal nach Hellenthal. Dabei passiert die Route die Udenbrether-Mühle, die Oberprether-Mühle bei der Ortschaft Ramscheid und die Ortschaft Unterpreth.

### Hellenthal–Rurberg
Dieser Abschnitt ist etwa 56 km lang und hat rund 640 Höhenmeter Anstiege.
Hellenthal ist der Endbahnhof der Oleftalbahn. Ab 2012 verkehrt hier wieder eine Museumsbahn von Mai bis Oktober an Sonn- und Feiertagen. Die Strecke hat in Kall Anschluss an die Eifelbahn Köln-Trier.
In Hellenthal befindet sich ein Wildgehege mit einer Greifvogelstation, die von April bis Oktober Flugvorführungen mit Adlern, Bussarden und Falken bietet. Auch lohnt sich von hier ein Abstecher in das rund 4 km entfernte Burgdorf Reifferscheid, ein typisches Beispiel einer gotischen Burg-Talsiedlung in der Eifel. Die Route führt jetzt über eine kräftige Steigung (ca. 50 Höhenmeter mit max. 6 %) zur Krone der Oleftalsperre, wo die Mühe mit einer schönen Aussicht auf den Stausee belohnt wird. Die Ausführung der Staumauer in Pfeilerzellenbauweise ist bis heute einmalig in Deutschland.
Fast eben führt der weitere Weg am nördlichen Ufer des Stausees. Nach Ende des Stausees folgt der Weg noch einige hundert Meter der Olef, welche den Stausee speist, bevor es durch die Ausläufer des Hohen Venn hügelig weiter geht. Der erste Anstieg nach dem Stausee überwindet etwa 45 Höhenmeter auf einer Länge von rund 2 km mit maximal 7 % Steigung.
Nach einer Abfahrt folgen noch zwei kleiner Anstiege mit rund 5 %, bevor Kalterherberg erreicht wird. Die Route führt durch ausgedehnte Waldgebiete und folgt dem Furthgesweg durch das Naturschutzgebiet Perlenbach-Fuhrtsbachtal. In Kalterherberg befindet sich die als Eifeldom bezeichnete Kirche Sankt Lambertus. Der Grenzort zu Belgien bekommt, wie der Name schon andeutet, als erster das schlechte und kalte Wetter aus dem Hohen Venn ab. Haushohe Buchen-Windschutzhecken verschaffen Abhilfe. Kalterherberg ist ein typisches Beispiel für das Monschauer Heckenland. In diesem Bereich von Nordrhein-Westfalen ist das aus den Niederlanden übernommene Knotenpunktsystem zur besseren Orientierung eingeführt. Soweit vorhanden werden im Folgenden jeweils die Knotenpunkt-Nummern (Knotenpunkt x) genannt. Hinter Kalterherberg verläuft die Eifel-Höhenroute zusammen mit dem RurUfer-Radweg nach Monschau (Knotenpunkte 39, 30, 32). Dabei folgt die Route unmittelbar dem Lauf der Rur und führt vorbei am „Kreuz im Venn“, ein auf einem Felsen errichtetem sechs Meter hohes eisernen Gedenkkreuz, und dem ehemaligen Kloster Reichenstein, in den Luftkurort Monschau mit seiner historischen Altstadt. Weiter führt der Weg durch das Monschauer Land entlang der tief eingeschnittenen Rur nach Einruhr (Knotenpunkt 36) am Obersee des Rurstausees. Auf den ersten 9 km bis zum Ort Hammer sind zwei kurze steile Anstiege mit etwa 50 bzw. 25 Höhenmetern zu überwinden. Danach folgen noch 8 km mit mehr oder weniger steilen Hügel bis Einruhr. Oberhalb des Sees wird nach 4 km Rurberg mit dem Rurseezentrum und dem „Nationalparktor Eifel“ des Nationalpark Eifel erreicht. Dabei sind noch einmal rund 65 Höhenmeter mit max. 5 % Steigung zu bewältigen. An dieser Stelle muss entschieden werden, ob man der Route weiter um den Rursee oder der Alternativroute entlang des Urftstausees durch den Nationalpark folgen will.

### Rurberg–Heimbach–Mechernich
Dieser Abschnitt ist etwa 50 km lang und hat rund 682 Höhenmeter Anstiege.
Am westlichen Ufer des Rurstausees führt die Hauptroute über Woffelsbach an die Staumauer Schwammenauel. Von hier führt der Weg dann hinunter an den Fuß der Staumauer nach Heimbach-Hasenfeld mit seinem Jugendstil-Kraftwerk. Zusammen mit dem RurUfer-Radweg verläuft die Route noch etwa 2 km entlang der Rur bis Heimbach mit der Burg Hengebach, der „Wallfahrtskirche St. Clemens und Christus Salvator“ sowie dem Wasser-Info-Zentrum Eifel. Nicht weit von Heimbach befindet sich die Abtei Mariawald. Heimbach ist außerdem die Endstation der von Jülich hierher führenden Rurtalbahn. Hier verlässt die Route die Rur und führt am Rande des Nationalpark Eifel nach Südosten. Dabei ist erst einmal ein rund 4 km langer Anstieg mit bis zu 8 % Steigung zu überwinden, bevor eine etwa 2 km lange Abfahrt folgt. Der Weg führt dabei durch ein Waldgebiet über das Heimbachtal zu den Ortsteilen Hergarten und erreicht vor Düttling offenes Gelände. Stark hügelig führt die Route zum Mechernischer Ortsteil Bleibuir. Hinter Bleibuir sind auf 3 km noch einmal 130 Höhenmeter mit bis zu 7 % Steigung zu überwinden, bevor es dann vorwiegend abwärts nach Mechernich geht. Unterwegs werden die Orte Voißel, Wallenthal, Schützendorf und Hostel passiert.

### Rurberg–Kall–Mechernich (Alternativroute)
Dieser Abschnitt ist etwa 35 km lang und hat rund 225 Höhenmeter Anstiege.
Er führt durch den Nationalpark Eifel und vereinigt sich hinter Kall mit der Hauptroute.
Vor Rurberg zweigt die Alternativroute über die Staumauer, welche den Rurstausee von Vorbecken Obersee trennt, nach rechts ab. Der Weg verläuft jetzt am nördlichen Ufer des Obersees, bevor nach etwa 5 km die Urftstaumauer erreicht wird. Diese trennt den Urftstausee vom Obersee. Am Ufer des Urftsees erreicht die Route nach weiteren rund 6 km die Brücke, die zur ehemaligen NS-Ordensburg Vogelsang abzweigt. In den Jahren 1936 bis 1939 wurde die eigens für diesen Zweck gerichtete Burganlage als sogenannte NS-Ordensburg genutzt und diente der Ausbildung des Führungskaders der NSDAP. Nach dem Zweiten Weltkrieg war das Gelände Teil des Truppenübungsplatzes Vogelsang. Seit 2006 wird die Anlage unter anderem als Gedenkstätte genutzt. Nach weiteren 4 km entlang des nun endenden Urftsee wird der Kneipp-Kurort Gemünd erreicht. Bis auf einen Anstieg über rund 40 Höhenmeter mit maximal 5 % Steigung ist dieser Abschnitt bisher völlig flach. Nach Gemünd folgt die Route weiter dem Urft-Tal und erreicht, ohne große Steigung, nach dem Ortsteil Anstois die Gemeinde Kall. Der Bahnhof von Kall liegt an der Eifelstrecke Köln-Trier. Nach Kall ist eine moderate Steigung bis 4 % auf rund 1 km zu bewältigen, bevor sich dieser Weg mit der Hauptroute vereinigt und über Wallenthal, Schützendorf und Hostel abwärts nach Mechernich führt.

### Mechernich–Blankenheim
Der letzte Abschnitt ist etwa 34 km lang und hat rund 530 Höhenmeter Anstiege.
Der Bahnhof von Mechernich liegt an Strecke der Eifelbahn von Köln nach Trier. In Mechernich befindet sich außerdem das Bergbaumuseum und Besucherbergwerk Mechernischer Bleigrube, die Kakushöhle sowie Reste der römischen Eifelwasserleitung in Ortsteil Vussem. Lohnend sind auch Abstecher ins nahe gelegene Kommern mit dem größten geschlossenen Fachwerkensemble des Rheinlandes oder zur Burg Satzvey, eine der am besten erhaltenen Wasserburgen des Rheinlands. Hinter Mechernich führt die Route mit nur leichtem Anstieg durch Wiesen und Felder durch die Orte Breitenbenden, Vussem, Eisenfey, Vollem und Urfey, bevor es im Wald steiler wird. Auf 5 km gilt es etwa 130 Höhenmeter, bei bis zu 6 % Steigung zu überwinden. Danach geht es, nach einer rund 2 km langen Abfahrt ins Tal der Urft, welches bei der gleichnamigen Ortschaft erreicht wird, fast flach bis Nettersheim. Wenige Kilometer von Urft entfernt liegt das sehenswerte Kloster Steinfeld mit seiner Basilika aus dem 12. Jahrhundert. Sowohl Urft als auch Nettersheim haben an der Eifelbahn gelegene Bahnhöfe. In Nettersheim befindet sich das Naturschutzzentrum Eifel, eine historische Kalkbrennerei sowie der Start des Römerkanal-Wanderweg, der entlang der von den Römern zur Versorgung Kölns erbauten Eifelwasserleitung führt. Mit der Strecke der Eifelbahn weiter im Urfttal führt die Route leicht ansteigend zum Bahnhof Blankenheim Wald, der nach einer kurzen Abfahrt erreicht wird. Danach verläuft der Weg mit moderater Steigung (kurzes Stück mit 5 %) über Blankenheimerdorf zurück zum Ausgangspunkt Blankenheim, der nach einer letzten Abfahrt erreicht wird.

## Anschlussradwege
In Blankenheim startet der Ahr-Radweg und berührt die Route erneut in Ahrhütte, bevor er zu dessen Mündung in den Rhein weiterführt. Dahlem mit seinem Bahnhof an der Eifelstrecke ist ein Einstiegspunkt zum Kyll-Radweg. Zwischen Kaltenbergen und Rurstausee verlaufen der RurUfer-Radweg und die Eifel-Höhen-Route gemeinsam. Die Tälerroute verläuft bei Hellental und zwischen Mechernich und Blankenheim teilweise gemeinsam mit dieser Route. Über die Tälerroute besteht Anschluss an den Erft-Radweg in Nettersheim.

## Bahn- und Busanbindung
Die Eifel-Höhen-Route hat Anschluss an mehrere Bahnhöfe der Eifelbahn Köln-Trier auf dem Abschnitt Mechernich–Dahlem. Dort bieten sich neben diesen, die Stationen Kall, Urft, Nettersheim und Blankenheim-Wald zum Einstieg in den Rundkurs an. Ein weiterer möglicher Einstieg ist Hellenthal am Oleftstausee. Hierher führt seit 2012 eine Museumsbahn, die den Verkehr auf der Strecke der Oleftalbahn, in den Monaten Mai bis Oktober an Sonn- und Feiertagen, wieder aufnimmt. Die Strecke hat in Kall Anschluss an die Eifelbahn Köln–Trier. Über die Rurtalbahn mit ihrem Endbahnhof Heimbach ist ebenfalls ein Einstieg möglich. Diese Bahnlinie beginnt in Jülich und führt über das an der Bahnstrecke Köln-Aachen gelegene Düren.

## Landschaft und Kultur
Die Panoramaroute rund um den Nationalpark Eifel ist im Wesentlichen durch die vielfältigen Naturlandschaften bestimmt. Mal führt die Route über offene Hochflächen, mal durch dichte Nadelwälder wie an der Dahlemer Binz, mal durch enge Schluchten wie das wacholderbestandene Lampertstal, mal bieten sich weite Panoramablicke bis ins Hohe Venn. Die schönsten Ausblicke werden durch „Eifel-Blicke“-Schilder erklärt, wie etwa in Monschau, Udenbreth oder Nettersheim. Ob Wildnarzissenwiese in Hollerath oder die Talsperrenlandschaft von Rursee, Urftsee und Obersee – die Aussichten überraschen jedes Mal auf Neue. Inmitten der Route liegt der Nationalpark Eifel. Er und der Nationalpark Hunsrück-Hochwald sind die einzigen linksrheinischen Nationalparks in Deutschland. Themenausstellungen in den fünf Nationalpark-Toren, etwa in Rurberg oder Gemünd, erklären anschaulich Flora und Fauna. Doch auch außerhalb des Nationalparks gibt es landschaftliche Perlen zu entdecken, sei es das Monschauer Heckenland, die Oleftalsperre mit benachbarter Greifvogelstation und Wildgehege oder das idyllische Urfttal mit dem Naturzentrum Eifel in Nettersheim. Auch Geschichtsinteressierten wird auf dieser Route etwas geboten.
Genannt seien die prähistorische Kakushöhle südlich von Mechernich die ehemalige Wasserleitung zur Versorgung des antiken Köln, mittelalterliche Burgen (Burg Hengebach, Burg Blankenheim) und die ehemalige NS-Ordensburg Vogelsang. Ein Abstecher ins LVR-Freilichtmuseum Kommern bietet Einblicke in frühere bäuerliche Wohn- und Lebensverhältnisse.

## Sehenswürdigkeiten
- Blankenheim mit seinem historischen Ortskern bietet Fachwerkbauten in romantischen Winkeln und Gassen. Es befinden sich hier die Ahrquelle im Keller eines Fachwerkhauses, Reste der ehemaligen Stadtbefestigung mit dem Georgstor von 1670 und dem Hirtenturm von 1404, sowie die spätgotische Pfarrkirche St. Mariä Himmelfahrt, welche 1505 vollendet wurde. Oberhalb des Ortes befindet sich die Burg Blankenheim aus dem 12. Jahrhundert, in der heute eine Jugendherberge untergebracht ist. Im Eifelmuseum Blankenheim, dem Regionalmuseum für Naturkunde und Kulturgeschichte befinden sich Dauer- und Wechselausstellungen. Das historische Karnevalsmuseum im Georgstor erläutert eindrucksvoll 400-jähriges Blankenheimer Karnevalsbrauchtum im Besonderen den Blankenheimer Geisterzug.
- Im Gemeindegebiet von Dahlem führt die Route am ehemaligen Trappistinnenkloster Maria Frieden, dem Flugplatz Dahlemer Binz und der „Kartbahn Dahlemer Binz“ vorbei.
- Im Ortsteil Rescheid der Gemeinde Hellenthal befindet sich unweit der Radroute das Besucherbergwerk Grube Wohlfahrt. Ein ehemaliges Bleierzbergwerk in dem täglich Führungen angeboten werden. Der Hauptort liegt unterhalb der Oleftalsperre. Über ihm liegt das Wildgehege Hellenthal mit einer Greifvogelstation Diese bietet eine Flugschau mit Adlern, Bussarden und Falken. Mitte April bis Anfang Mai blühen in den Wiesentälern des oberen Oleftales millionenfach, wildwachsende „Gelbe Narzisse“.
- Kalterherberg mit seinem Eifeldom der Pfarrkirche St. Lambertus. Direkt am Hohen Venn gelegen, bekommt dieser Grenzort zu Belgien als erster das schlechte und kalte Wetter ab. Haushohe Buchen-Windschutzhecken verschaffen Abhilfe. Kalterherberg ist ein typisches Beispiel für das Monschauer Heckenland. Das  Kloster Reichenstein über der Rur befindet sich ebenfalls im Gemeindegebiet.
- Monschau ist bekannt für seine historische Altstadt. Die aus dem 12. Jahrhundert stammende Burg dominiert noch heute die aus der Blütezeit der frühindustriellen Tuchproduktion stammenden Altstadt mit ihren Fachwerk- und Bruchsteinhäusern. Ein besonders beeindruckendes Beispiel ist dabei, das heute als Museum eingerichtete, von der Fabrikantenfamilie Scheibler um 1760 errichtete Rote Haus.
- Heimbach am Fuße der Rursee-Staumauer Schwammenauel gelegen, biete eine Reihe von Sehenswürdigkeiten. Dazu gehören das Jugendstil-Kraftwerk, das bei seiner Inbetriebnahme 1905 größte Wasserkraftwerk Europas. Es liegt zwar am Rursee, erhält sein Wasser aber aus dem Urftsee, mit dem es über zwei Druckwasserleitungen mit einem Höhenunterschied von 110 m verbunden ist. In dem in Europa einzigartigen, vollständig erhaltenen Jugendstilgebäude befindet sich das RWE Industriemuseum. In ihm ist eine der alten Turbinen mit den damals üblichen Messingarmaturen zu besichtigen. Darüber hinauf liegen im Ort die Burgen Hengebach und Hausen, das Wasser-Info-Zentrum Eifel sowie das „Nationalparktor Heimbach“ des Nationalparks Eifel. Nahe Heimbach findet sich die Abtei Mariawald, ein bis heute aktives Kloster des Ordens der Zisterzienser.
- Der Kneipp-Kurort Gemünd ist der größte Stadtteil von Schleiden, dessen Stadtgebiet zu rund 50 % zum Nationalpark Eifel gehört. Hier befindet sich eines der fünf Zentren, die sogenannten „Nationalparktore“, in denen umfassend über den Nationalpark informiert wird. In Gemünd befindet sich außerdem der Zusammenfluss von Olef und Urft. Im Stadtgebiet von Schleiden liegt auch die ehemalige NS-Ordensburg Vogelsang.
- In der Gemeinde Kall ist ein Bildstock aus dem Jahre 1734 zu finden. Die in diesem Bildstock befindliche Madonna mit Kind erfährt eine besondere Verehrung durch die Kirchengemeinde St. Nikolaus. Das Original der Madonna mit Kind stammt aus dem 14. Jahrhundert und befindet sich heute in der Pfarrkirche. Im Ortsteil Keldenich liegt das Museum Primbsch. Ein privates Kunstmuseum das Werke Malers E.O. Primbsch zu den verschiedensten malerischen Themen wie Landschaften und Blumen sowie gesellschaftskritische Bilder zeigt. Im Gemeindegebiet liegt außerdem nahe der Radroute die ehemalige Prämonstratenserabtei Kloster Steinfeld mit ihrer bedeutenden Basilika aus dem frühen 12. Jahrhundert. Weithin sichtbar auf einer Anhöhe im Süden der Gemeinde Kall gelegen, bildet das „Eifelkloster“ mit wenigen umliegenden Häusern den Ortsteil Steinfeld.
- Mechernich beherbergt in seinem rund 2 km nördlich gelegenen Stadtteil Kommern das Landesmuseum für Volkskunde, das LVR-Freilichtmuseum Kommern. Mit über 80 ha ist es eines der größten Freilichtmuseen Europas und zeigt 65 historische Gebäuden aus der preußischen Rheinprovinz. In Mechernich befindet sich außerdem das Bergbaumuseum und Besucherbergwerk Mechernicher Bleigrube, die prähistorische Kakushöhle sowie Reste der römischen Eifelwasserleitung in Ortsteil Vussem.